# Військово-юридичний інститут Національного юридичного університету імені Ярослава Мудрого
Військово-юридичний інститут Національного юридичного університету імені Ярослава Мудрого (ВЮІ НЮУ) — військовий навчальний підрозділ закладу вищої освіти.

## Історія
20 листопада 1996 року, відповідно до Указу Президента України № 1105, наказу ректора Національної юридичної академії України імені Ярослава Мудрого № 45 та 22 січня 1998 року постанови Кабінету Міністрів України № 70, був створений військово-юридичний факультет на базі Національної юридичної академії України імені Ярослава Мудрого.
22 травня 2019 року постановою Кабінету Міністрів України № 439 військово-юридичний факультет реорганізовано на Військово-юридичний інститут Національного юридичного університету імені Ярослава Мудрого.

## Загальні відомості
Військово-юридичний інститут Національного юридичного університету імені Ярослава Мудрого здійснює підготовку фахівців юридичного профілю для Збройних Сил України, Військової служби правопорядку у Збройних Силах України, Державної прикордонної служби України, Національної гвардії України, Державної спеціальної служби транспорту Міністерства оборони України. Особовий складу інституту залучений для організації та проведення наукової та науково-технічної діяльності.
Одна з найбільш важливих функцій є забезпечення у підвищенні професійної кваліфікації військовослужбовців, які входять до керівного складу та науково-педагогічних працівників.
Курсанти здійснюють навчання та опановують понад 25 спеціальних дисциплін військово-професійного спрямування на відповідних кафедрах Національного юридичного університету імені Ярослава Мудрого.
Військово-юридичний інститут Національного юридичного університету імені Ярослава Мудрого активно співпрацює та розвиває міжнародне військове співробітництво, разучений до програми НАТО «Удосконалення військової освіти», також розвиває співпрацювання з Міжнародним Комітетом Червоного Хреста. 17 червня 2021 року представники іноземних делегацій НАТО, у тому числі група з операції «Unifier», завітали та перевірили навчально-матеріальну базу Інституту. Курсанти регулярно беруть участь у міжнародних наукових конференціях, також залучені до програми «Партнерство заради миру».

## Керівництво
- бригадний генерал юстиції Мельник Сергій Миколайович (з 22.04.2016 — по т.ч.)

## Освітня діяльність
- за спеціальності 081 «Право» бакалаврський та магістерський рівень
- за спеціальності 262 «Правоохорона діяльність» бакалаврський та магістерський рівень

## Кафедри
- Загальновійськових дисциплін
- Національної безпеки та правової роботи
- Військового права
- Підготовки офіцерів запасу